# Ronde van Gelderland 2006
De dameswielerwedstrijd Ronde van Gelderland 2006 vond op 15 april 2006 plaats. De rensters moesten een afstand van 140 km overbruggen over een parcours waar zowel de start als de finish in Apeldoorn lagen.
100 kilometer lang reed er een kopgroep vooruit van acht rensters, onder wie Bertine Spijkerman. De wedstrijd geraakte naar het einde, maar in het zicht van de haven werden de acht gegrepen en bedankt voor de moeite. In de straten van Apeldoorn liep de wedstrijd uit op een massasprint. Spijkerman werd in de voorbereiding daarop door haar ploeggenoten opnieuw naar voren gedirigeerd, waarna zij het in de massasprint af wist te maken.